# Stara Wieś (Zbydniów)
Stara Wieś – część wsi Zbydniów w Polsce położona w województwie podkarpackim, w powiecie stalowowolskim, w gminie Zaleszany.